# Swiftcurrent Motor Inn
Le Swiftcurrent Motor Inn est un motel américain à Many Glacier, dans le comté de Glacier, au Montana. Protégé au sein du parc national de Glacier, il est situé au bout de la Many Glacier Road, où il est géré par Xanterra Travel Collection.
Certains des bâtiments qui le composent, marqués par le style rustique du National Park Service, constituent un district historique inscrit au Registre national des lieux historiques depuis le 19 janvier 1996 sous le nom de district historique de Swiftcurrent Auto Camp – ou Swiftcurrent Auto Camp Historic District en anglais.